# Johannes Tzetzes
Johannes Tzetzes (ca. 1110 i Konstantinopel – ca. 1180 samme sted) var en byzantinsk lærd, gennem hvis omfangsrige kommentarværk til de klassiske forfattere der er overleveret mange informationer om den klassiske græske litteratur og hellenismen.
Af mange forfattere forelå der for Tzetzes væsentlig mere omfangsrige udgaver end nu. På den anden side citerer han ofte ikke korrekt, åbenbart fra hukommelsen. Alligevel er hans skrifter væsentlige kilder til den antikke litteratur og kulturhistorie.